# Hesperandra brachyderes
Hesperandra brachyderes är en skalbaggsart som först beskrevs av Auguste Lameere 1902.  Hesperandra brachyderes ingår i släktet Hesperandra och familjen långhorningar. Inga underarter finns listade i Catalogue of Life.